# Helicovalvulina
Helicovalvulina es un género de foraminífero bentónico considerado como nomen nudum e invalidado, aunque también considerado un sinónimo posterior de Clavulina de la subfamilia Valvulininae, de la familia Valvulinidae, de la superfamilia Eggerelloidea, del suborden Textulariina y del orden Textulariida. Su rango cronoestratigráfico abarcaba el Montiense (Paleoceno inferior).

## Discusión
Clasificaciones previas incluían Helicovalvulina en la superfamilia Textularioidea.

## Clasificación
Helicovalvulina incluía a la siguiente especie:
- Helicovalvulina pupa